# Michael Wilton
Michael Wilton (San Francisco, Kalifornia, 1962. február 23. –) amerikai gitáros, aki a kezdetektől a mai napig a Queensrÿche zenekar tagja. 1981-ben alapította meg a zenekart Scott Rockenfield dobossal. A Guitar World magazin minden idők 100 legjobb heavy metal gitárosa szavazásán Chris DeGarmo-val együtt a 33. lett.

## Pályafutás
Nyolcéves korában kezdett el zenélni, de eleinte még basszusgitáron. Ugyancsak nagy szenvedélye volt ekkoriban a motorozás. Fő zenei hatásai ekkortájt a Beatles, a Rolling Stones, Jimi Hendrix és Bob Dylan voltak.
Ezt követően váltott elektromos gitárra, első darabja egy Les Paul másolat volt. Az iskolájában találkozott Chris DeGarmo-val és elkezdtek az épület garázsában zenélni/próbálni. Legfőbb hatásai ekkortájt már a Van Halen, az Iron Maiden, a Judas Priest és a UFO voltak.
Az iskola után Michael klasszikus és jazz leckéket vett, valamint ekkoriban kezdett komolyabban ismerkedni a progresszív zenékkel is. Ezután már a Queensrÿche soraiban kezdett gitározni, amellyel az utóbbi két és fél évtizedben 10 nagylemezt adott ki. Jellemző rá, hogy az utóbbi albumokból nem nagyon vette ki a részét, dalszerzés terén.
24 éves karrierje során Gibson és Fender gitárokat használ, de főképp a Fender használata jellemző rá. 2004 óta meghatározó hangszere a ESP Signature Eclipse. 
Hangfalak tekintetében Marshall, Orange, Roland és Fender márkákat használ.

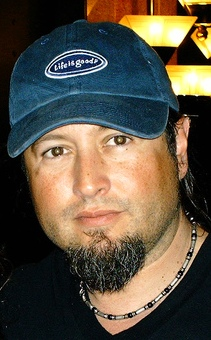
Michael Wilton

## Diszkográfia
Queensryche lemezek:
- Queensrÿche EP (1983)
- The Warning (1984)
- Rage for Order (1986)
- Operation: Mindcrime (1988)
- Empire (1990)
- Promised Land (1994)
- Hear in the Now Frontier (1997)
- Q2K (1999)
- Tribe (2003)
- Operation: Mindcrime II (2006)
- Take Cover (2007)
- American Soldier (2009)
- Dedicated to Chaos (2012)

Soulbender:
- Soulbender (2004)

Pamela Moore:
- Stories from a Blue Room (2006)